# Billy Days
Billy Days fue una actriz cinematográfica y teatral argentina.

## Carrera
Days fue una joven y atractiva actriz que desarrolló toda su carrera cinematográfica en la primera mitad de la década del ’40. Actuó en 12 filmes junto con intérpretes de la talla de Pedro López Lagar, Elsa del Campillo, Luis Sandrini, Olinda Bozán, Alberto Bello, Amelia Bence, Lidia Denis, Aída Luz, Zully Moreno, Silvia Legrand, Gloria Bayardo, Francisco Álvarez, Alberto Vila, Amanda Ledesma, Osvaldo Miranda, Héctor Quintanilla, Carlos Morganti y Soledad Marcó, entre otros.
También cumplió algunas labores teatrales, pero fue popular por sus trabajos en la pantalla grande.

### Filmografía
- 1940: Mi fortuna por un nieto
- 1941: Cándida millonaria
- 1941: Joven, viuda y estanciera
- 1941: Papá tiene novia
- 1941: Si yo fuera rica
- 1942: El tercer beso
- 1942: Cruza
- 1942: Mañana me suicido
- 1943: El sillón y la gran duquesa
- 1944: Los dos rivales
- 1945: Rigoberto[2]

## Vida privada
Estuvo casada por un tiempo con Carlos Schlieper con quien trabajó  en alguno de sus filmes. Fue su primera esposa hasta 1945, año en el que éste conoció a la también actriz Nélida Romero.